# فيض أباد (آبادة)
فيض أباد (بالفارسية: فیض‌آباد) هي قرية تقع في قسم خسروشيرين الريفي,الناحية المركزية في إيران. يقدر عدد سكانها بـ 195 نسمة .